# Sparsholt (Oxfordshire)
Sparsholt – wieś i civil parish w Anglii, w Oxfordshire, w dystrykcie Vale of White Horse. W 2011 roku civil parish liczyła 297 mieszkańców. Sparsholt jest wspomniana w Domesday Book (1086) jako Spersold/Spersolt.